# Omega (àlbum d'Enrique Morente)
Omega és un disc del cantant de flamenc Enrique Morente en col·laboració amb el grup de rock granadí Lagartija Nick. Va ser presentat al mercat el 1996 per la discogràfica El Europeo Música. El 2008 es va reeditar.
A l'àlbum s'adapten poemes de Federico García Lorca i temes del cantautor canadenc Leonard Cohen. Aquest disc ha estat tot un referent en la revolució del flamenc, i va obrir vies desconegudes fins al moment. Hi participen nombrosos artistes del flamenc, com ara Vicente Amigo, Tomatito, Estrella Morente, Isidro Muñoz o Cañizares, Leonard Cohen 
Tal ha estat la repercussió d'aquesta obra, que cada cert temps Enrique Morente i el grup granadí van tornar a retrobar-se per presentar l'espectacle Omega en directe, com va succeir en el festival Primavera Sound 2008 celebrat a Barcelona, dins de la nova gira que es va realitzar aquest mateix any, que els va portar fins a Mèxic a presentar la seva obra.

## Llista de cançons
| Núm. | Títol                                   | Lletra                                                   | Música                                      | Durada |
| ---- | --------------------------------------- | -------------------------------------------------------- | ------------------------------------------- | ------ |
| 1.   | «Omega»                                 | Federico García Lorca                                    | Enrique Morente, Lagartija Nick             | 10:48  |
| 2.   | «Pequeño vals vienés (Take This Waltz)» | Federico García Lorca                                    | Leonard Cohen                               | 5:33   |
| 3.   | «Solo del pastor bobo»                  | Federico García Lorca                                    | Juan Antonio Salazar                        | 3:42   |
| 4.   | «Manhattan (First we take Manhattan)»   | Leonard Cohen (adapt. Enrique Morente y Alberto Manzano) | Leonard Cohen                               | 4:44   |
| 5.   | «La Aurora de Nueva York»               | Federico García Lorca                                    | Vicente Amigo                               | 4:59   |
| 6.   | «Sacerdotes (Priests)»                  | Leonard Cohen (adapt. Enrique Morente y Alberto Manzano) | Leonard Cohen                               | 4:07   |
| 7.   | «Niña ahogada en el pozo»               | Federico García Lorca                                    | Enrique Morente, Cañizares y Lagartija Nick | 4:45   |
| 8.   | «Adán»                                  | Federico García Lorca                                    | Isidro Muñoz                                | 4:14   |
| 9.   | «Vuelta de paseo»                       | Federico García Lorca                                    | Enrique Morente y Lagartija Nick            | 5:08   |
| 10.  | «Vals en las ramas»                     | Federico García Lorca                                    | Isidro Muñoz                                | 4:01   |
| 11.  | «Aleluya (Hallelujah n. 2)»             | Leonard Cohen (adapt. Enrique Morente y Alberto Manzano) | Leonard Cohen                               | 6:24   |
| 12.  | «Norma y paraíso de los negros»         | Federico García Lorca                                    | Isidro Muñoz                                | 4:34   |
| 13.  | «Ciudad sin sueño»                      | Federico García Lorca                                    | Enrique Morente y Lagartija Nick            | 5:46   |